# おかあさんの木
『おかあさんの木』（おかあさんのき）は、児童文学作家の大川悦生が1969年に発表した戦争を題材にした文学作品。小学校の国語の教科書にも1977年から2000年にかけて収録され、映画にもなっている。2015年には終戦70年目の節目として実写映画化された。
本記事はアニメ及び実写映画版についても記述する。

## あらすじ
今から数十年前、ある家に「おかあさん」と七人の息子が暮らしていた。やがて日中戦争を皮切りに日本が戦争に入ると、七人の息子たちは次々に召集され、戦地へ赴いていった。おかあさんは息子が出征する度に裏の空き地に桐を植え、息子が不在の間、代わりとなる桐に語りかけて息子たちを励まし続けた。初めは出征をするからには手柄を立てるようにと願っていたおかあさんも、一郎が中国大陸で戦死し、遺骨となって戻って来たことをきっかけに、次第に手柄を立てるより無事に戻ってくることを願うようになっていった。
召集をかけられた全ての息子たちは、戦争が終わっても誰一人戻らず、戦死または行方不明になっていた。おかあさんは次第に体が衰えていったが、それでも息子たちの帰って来るのを心待ちにして、自分が植えた七本の桐の木に絶えず語りかけた。
しばらく経って軍人たちが次々に帰還する中、ビルマで行方不明になっていた五郎が片足を引きずった状態で家に戻ってきた時には、おかあさんは「五郎」と名づけた桐の木にもたれかかったまま息絶えていた。

## 書籍情報
表題の『おかあさんの木』の他、戦争に関する作品等を収録した短編集になっている。
- 大川悦生,箕田源二郎（絵）『おかあさんの木』ポプラ社、1969年12月。ISBN 978-4-591-01143-0。
- 大川悦生『おかあさんの木』ポプラ社、2005年10月。ISBN 978-4-591-08878-4。他

## アニメ映画
1986年製作。平和教育のため、幾つかの自治体にてビデオテープの貸出を行っている。DVDの販売も一部で行われている。
- 企画 : 河田富三郎
- 脚本・監督 : 矢吹公郎
- 作画 : 香西隆男
- 美術 : 影山勇
- 撮影 : 玉川芳行
- 音楽 : 木下忠司
- 声優 : 武藤礼子（ナレーション）、中西妙子（おかあさん）、古川登志郎（五郎・青年時代）、頓宮恭子（四郎・子供時代）、山田栄子（五郎・子供時代）、三田ゆう子（七郎・子供時代）
- 制作 : 東映株式会社教育映画部
- 協力 : スタジオ・ジュニオ

## 実写映画
2015年6月6日上映の日本映画。映画化に合わせ、大人向けに編集された文庫版が2015年5月に発売されている。特典として映画版の紹介と特別割引券が付いている。同12月9日にDVD版がリリースされた。

### キャスト
- 田村ミツ（おかあさん） - 鈴木京香
- 田村謙次郎（ミツの夫） - 平岳大
- 田村一郎（長男） - 細山田隆人（少年時代[5]：永峯海大、幼少期：松田優佑）
- 田村二郎（次男） - 三浦貴大（少年時代：溝口太陽）
- 田村三郎（三男） - 大鶴佐助（少年時代：工藤大空飛）
- 田村四郎（四男） - 大橋昌広（少年時代：阿部大輝）
- 田村五郎（五男） - 石井貴就（少年時代：高木煌大）
- 田村誠（六男・ミツの姉夫婦の養子） - 安藤瑠一（少年時代：戸塚世那）
- 田村六郎（七男） - 西山潤（少年時代：加藤瑛斗）
- 田村徳兵衛（謙次郎の父） - 木場勝己
- 坂井昌平（謙次郎の郵便局の同僚） - 田辺誠一
- 坂井サユリ（坂井の娘） - 志田未来（現代：奈良岡朋子）
- 村山ヨネ（産婆） - 松金よね子
- 鈴木実（兵事係） - 有薗芳記
- 小林哲也（反戦家） - 波岡一喜
- 校長 - 大杉漣
- 河辺（農水省職員 - 現代） - 市川知宏
- 大野（県職員 - 現代） - 菅原大吉

### スタッフ
- 原作 - 大川悦生「おかあさんの木」（ポプラ社）
- 監督・脚本 - 磯村一路
- 製作 - 須藤泰司、木下直哉、平城隆司、間宮登良松、風間健治、高木勝裕、吉村和文、沖中進、浅井賢二、加藤雅巳、宮田謙一、広田勝己、樋泉実、笹栗哲朗、香月純一、大辻茂、両角晃一
- 企画 - 須藤泰司
- プロデューサー - 岡田真、栗生一馬、堀川慎太郎、土本貴生
- キャスティングプロデューサー - 福岡康裕
- 音楽プロデューサー - 津島玄一
- 撮影 - 喜久村徳章
- 照明 - 豊見山明長
- 録音 - 郡弘道
- 美術 - 磯田典宏
- 装飾 - 平井浩一
- 編集 - 菊池純一
- 音楽 - 渡辺俊幸
- VFXプロデューサー - 浅野秀二
- 助監督 - 吉村達矢
- 製作担当 - 島根淳
- 製作管理 - 角田朝雄
- 記録 - 柳沼由加里
- エキストラ担当 - 山口晃二
- 擬斗 - 二家本辰己、江藤大我
- 操演 - 村石義徳
- プロダクションマネージャー - 前村祐子
- 配給統括 - 村松秀信
- 宣伝統括 - 鈴木英夫
- 製作統括 - 木次谷良助、桝井省志
- 配給 - 東映
- 製作プロダクション - 東映東京撮影所、アルタミラピクチャーズ
- 製作 - 「おかあさんの木」製作委員会（東映、木下グループ、テレビ朝日、東映ビデオ、BS朝日、東映アニメーション、東海大学山形高等学校、朝日放送、メ〜テレ、クオラス、朝日新聞社、毎日新聞社、北海道テレビ放送、九州朝日放送、東映チャンネル、広島ホームテレビ、東日本放送）

### 雑記
- 実写版は原作者の大川悦生の疎開先の長野県上田地域を舞台にしている。
- 原作では一郎が中国大陸で戦死した際におかあさんの元に遺骨が戻ってきたが、実写版では土しか持って帰ることができなかった。
- 原作では二郎は南方の島、五郎はビルマの部隊に配属されたが、実写版では南方の島で二人が再会を果たした。
- 原作では末っ子の七郎（実写版では六郎）は特別攻撃隊の飛行機で敵の軍艦に突撃したが、実写版ではサイパン島のバンザイクリフで身投げするシーンに置き換えられた。
- 原作では最後、桐の木は古くなって伐採され、五郎によってクルミの木が植えられたが、実写版では7本の桐が現在も残されて、役人が老人となったサユリを訪ねた際に、サユリに桐の伐採を咎められた。